# Armin Kahl
Armin Kahl (geboren in Erlangen) ist ein deutscher Musicaldarsteller.

## Leben

### Ausbildung
Armin Kahl begann seine musikalische Ausbildung an der Bayerischen Theaterakademie August Everding in München. Während seines Studiums wurde er zweimal im Bundeswettbewerbs Gesang ausgezeichnet. In dieser Zeit sammelte er erste Bühnenerfahrungen am Münchener Prinzregententheater. Er trat bei den Bregenzer Festspielen auf.

### Karriere
Nach seinem Abschluss erhielt Kahl seine erste große Rolle als Sky in der Stuttgarter Produktion von Mamma Mia!. Weiter spielte er die Rolle des Radames in der Deutschlandtournee von Aida und kreierte die Rolle des Ludwig IV. von Thüringen in der Uraufführung von Elisabeth – Legende einer Heiligen am Landestheater Eisenach. In der Hamburger Produktion von Disneys Tarzan war er als Tarzan besetzt. Er hatte eine Rolle in  Sister Act und in der deutschsprachigen Erstaufführung von Ich war noch niemals in New York, wo er abwechselnd Fred und Costa spielte. Armin Kahl spielte in Dinosaurier am Renaissancetheater Wien und übernahm verschiedene Rollen in der Wiener Produktion von Andrew Lloyd Webbers Love Never Dies. Darüber hinaus verkörperte er die Figur des Vicomte de Valmont in der Uraufführung von Gefährliche Liebschaften am Theater am Gärtnerplatz in München. Kahl stellte bei der deutschen Erstaufführung die Titelrolle Zorro in den Freilichtspielen in Tecklenburg dar.
Seit der Spielzeit 2021/2022 ist Kahl festes Ensemblemitglied am Gärtnerplatztheater in München, wo er in Produktionen wie der deutschen Erstaufführung von Priscilla – Königin der Wüste, Jesus Christ Superstar, Gefährliche Liebschaften und  in der europäischen Erstaufführung von Tootsie auftrat. Im Musical Elisabeth stand er im Sommer 2024 in Wien als Kaiser Franz Joseph auf der Bühne. Aktuell ist Armin Kahl am Gärtnerplatztheater in den Stücken Oh! Oh! Amelio!, Les Misérables, Im weißen Rössl und bei Drei Männer im Schnee zu sehen.

## Auszeichnungen
Kahl gewann zwei Mal beim Bundeswettbewerb Gesang (2001 und 2003) und erhielt 2019 den Deutschen Musical Theater Preis als „Bester Darsteller in einer Hauptrolle“ für seine Darstellung in Drei Männer im Schnee am Gärtnerplatztheater München.

## Rollen und Stücke (Auswahl)
- Sky in Mamma Mia! (Stuttgart)[2]
- Radames, Zoser , Pharao in Aida (Deutschland-Tournee, Thun, Chemnitz)[2][3]
- Tarzan in Tarzan (Hamburg)[2]
- 2015: Dr. Jekyll / Mr. Hyde in Jekyll & Hyde (Würzburg)[2]
- 2015: Zorro in Zorro (Tecklenburg)
- 2016: Benedikt Schack in Schikaneder (Wien)[2]
- Jean Valjean in Les Misérables (St. Gallen, München)
- Fred, Costa in Ich war noch niemals in New York (Hamburg)[2]
- Artus in Artus Excalibur (Tecklenburg)
- Kardinal Richelieu in Die 3 Musketiere (Magdeburg)
- Alfred Ill in Der Besuch der alten Dame[2]
- Jesus, Herodes, Pilatus in Jesus Christ Superstar (Wien, München)[2]
- Vicomte de Valmont in der Uraufführung von Gefährliche Liebschaften (München)[2]
- Tick in Priscilla – Königin der Wüste (München, St. Gallen)[2]
- 2019: Dr. Fritz Hagedorn in Drei Männer im Schnee (München)[2]
- Michael/Dorothy in Tootsie (München)
- Curtis Shanks, TJ in Sister Act (Hamburg)[2]
- Gange in der Deutschsprachigen Erstaufführung von Love Never Dies (Wien)[2]
- Prof. Callahan in Natürlich Blond (Wien)[2]
- George Banks in Mary Poppins (Wien)[2]
- Sigismund Sülzheimer in Im weißen Rössl (München)
- Stefan in der Uraufführung von Rockin’ Rosie (München)
- City of Angles (München)
- Lucky Stiff (München)
- On the Town (München)
- West Side Story (München)
- 2024: Kaiser Franz Joseph in Elisabeth (Wien)[7]